# (5421) Oulanova
(5421) Oulanova (désignation internationale (5421) Ulanova) est un astéroïde de la ceinture principale.

## Description
(5421) Oulanova est un astéroïde de la ceinture principale. Il fut découvert le 14 octobre 1982 à Naoutchnyï par Lioudmila Jouravliova et Lioudmila Karatchkina. Il présente une orbite caractérisée par un demi-grand axe de 2,25 UA, une excentricité de 0,15 et une inclinaison de 3,2° par rapport à l'écliptique.
L'astéroïde est nommé en l'honneur de la danseuse de ballet Galina Oulanova (1910-1998).

## Compléments